# Valea Orevița
Valea Orevița románul: Valea Orevița, falu Romániában, a Bánságban, Krassó-Szörény megyében.

## Fekvése
Szikesfalu (Sicheviţa) közelében fekvő település

## Története
Valea Oreviţa korábban Szikesfalu (Sicheviţa) része volt. 1956-ban vált külön településsé 29 lakossal.
1966-ban 21, 1977-ben 28, az 1992-es népszámláláskor pedig 7 román lakosa volt.     